# Eucamerotus
Eucamerotus („s dobrými komorami“; což odkazuje k dutinám v obratlech) byl pochybný rod sauropodního dinosaura z kladu Titanosauria, žijícího v období spodní křídy na území dnešního ostrova Isle of Wight při jižním pobřeží Anglie.

## Historie
Tento taxon byl pojmenován na základě objevu neurálního oblouku obratle s označením NHMUK R.2522. Fosilii objevil v lokalitě zátoky Brighstone Bay lékař a amatérský paleontolog William D. Fox, v roce 1872 o ní referoval v odborné literatuře paleontolog John W. Hulke. Později byla fosilie označena za materiál příslušející k rodu Ornithopsis nebo k rodu Pelorosaurus, v roce 2004 byla označena za nomen dubium (pochybné vědecké jméno). V roce 1995 badatel William T. Blows označil rod Eucamerotus za vědecky platný (validní) a přiřadil jej k čeledi Brachiosauridae. V současnosti je však uznáváno zařazení Titanosauriformes incertae sedis (nejistá pozice v rámci kladu Titanosauriformes).

## Popis
Jednalo se pravděpodobně o menší druh sauropoda, dosahujícího délky kolem 15 metrů. Tomu odpovídá také velikost dochovaných fosilních obratlů, které měří v průměru zhruba 20 centimetrů. Eucamerotus byl býložravým dlouhokrkým dinosaurem, žijícím v menších stádech a spásajícím nízko a středně vysoko rostoucí vegetaci.